# Jeanne-Elisabeth Chaudet
Jeanne-Elisabeth Chaudet, född 1767, död 1832, var en fransk konstnär. 
Hon är främst känd för sina oljeporträtt. 
Hon är representerad på Nationalmuseum i Stockholm. 